# دومينيك فولي
دومينيك فولي (بالإنجليزية: Dominic Foley)‏ (7 يوليو 1976 بكورك في جمهورية أيرلندا - ) هو لاعب كرة قدم أيرلندي في مركز الهجوم. شارك مع منتخب جمهورية أيرلندا تحت 21 سنة لكرة القدم ومنتخب جمهورية أيرلندا لكرة القدم. أما مع النوادي، فقد لعب مع أكسفورد يونايتد وإثنيكوس وسبورتينغ براغا وسويندون تاون وسيركل بروج وكوينز بارك رينجرز ونادي بوهيميان ونادي ساوثيند يونايتد ونادي غينت ونادي واتفورد ونادي يميريك ونوتس كاونتي ووولفرهامبتون واندررز وSt James's Gate F.C. ‏.

## وصلات خارجية
- دومينيك فولي على موقع الاتحاد الأوربي (الإنجليزية)
- دومينيك فولي على موقع قاعدة بيانات كرة القدم.إي يو (الإنجليزية)
- دومينيك فولي على موقع ناشيونال فوتبول تيمز (الإنجليزية)
- دومينيك فولي على موقع Soccerbase.com (لاعب) (الإنجليزية)
- دومينيك فولي على موقع عالم كرة القدم.نت (الإنجليزية)